# Distretto di Phra Phrom
Il distretto di Phra Phrom (in thailandese: พระพรหม) è un distretto (amphoe) della Thailandia, situato nella provincia di Nakhon Si Thammarat.